# Cynanchum funale
Cynanchum funale là một loài thực vật có hoa trong họ La bố ma. Loài này được Poir. mô tả khoa học đầu tiên năm 1812.